# Nyeri County
Nyeri County (bis 2010 Nyeri District) ist ein County in Kenia mit der Hauptstadt Nyeri. Das County dehnt sich auf über 2361 Quadratkilometer aus und hatte 2019 759.164 Einwohner. 13,7 % der Haushalte haben Elektrizität.
Es liegt südwestlich des Mount-Kenya-Massivs und ungefähr 100 Kilometer nördlich von Nairobi.